# 天主教魯安-諾朗達教區
天主教魯安-諾朗達教區（拉丁語：Dioecesis Ruynensis-Norandensis）是加拿大一個羅馬天主教教區，屬加蒂諾總教區。1973年11月29日升為教區。
教區位於魁北克西部，2004年有教友58,901人（佔轄區總人口97.4%）。教區下轄卅九堂區，有卅三名司鐸。
現任教區主教為若瑟·威田南·居伊·布朗熱，榮休主教為多里拉·莫羅。